# Bürgerwehr

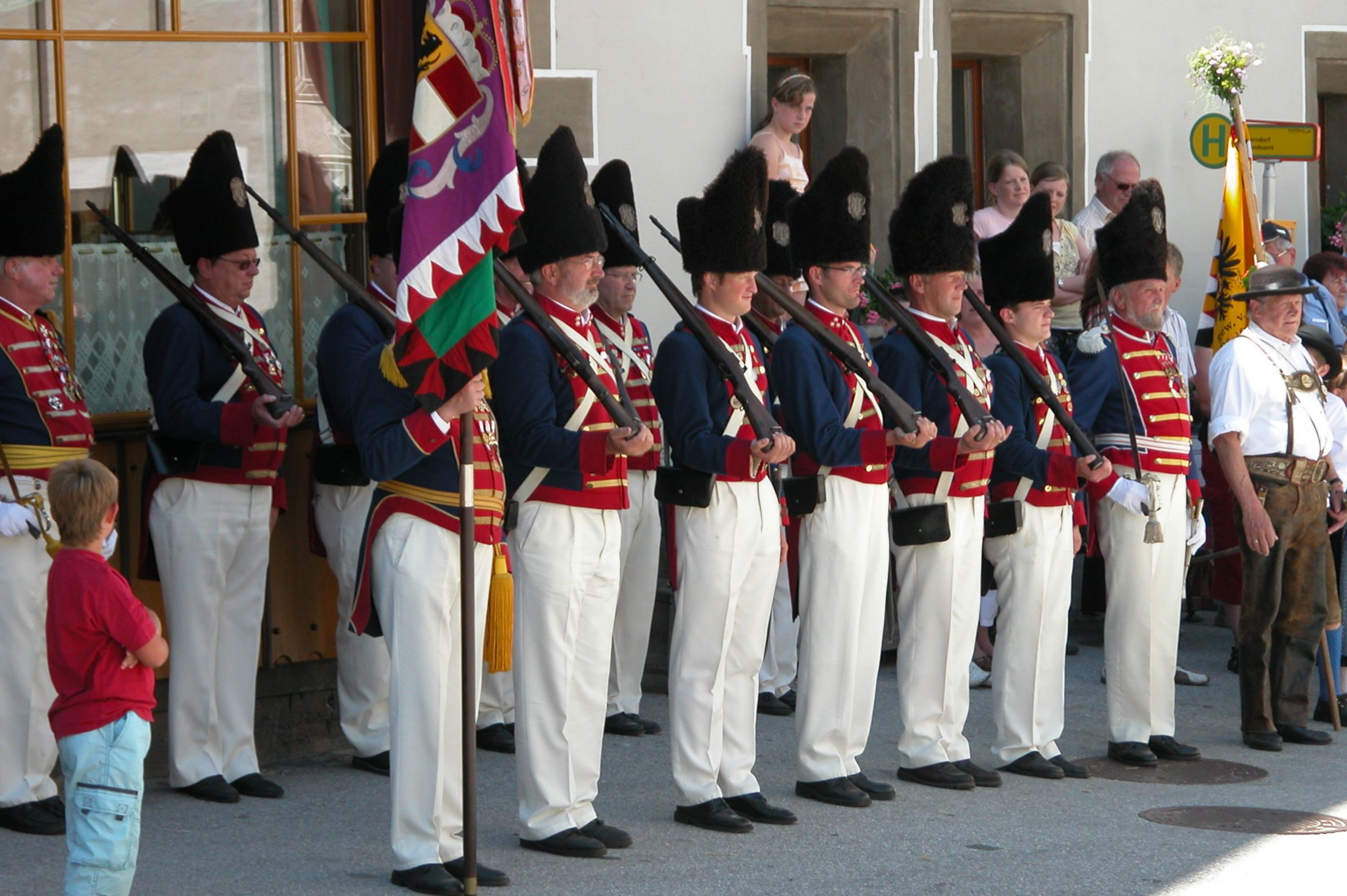
Bürgergarde Mauterndorf

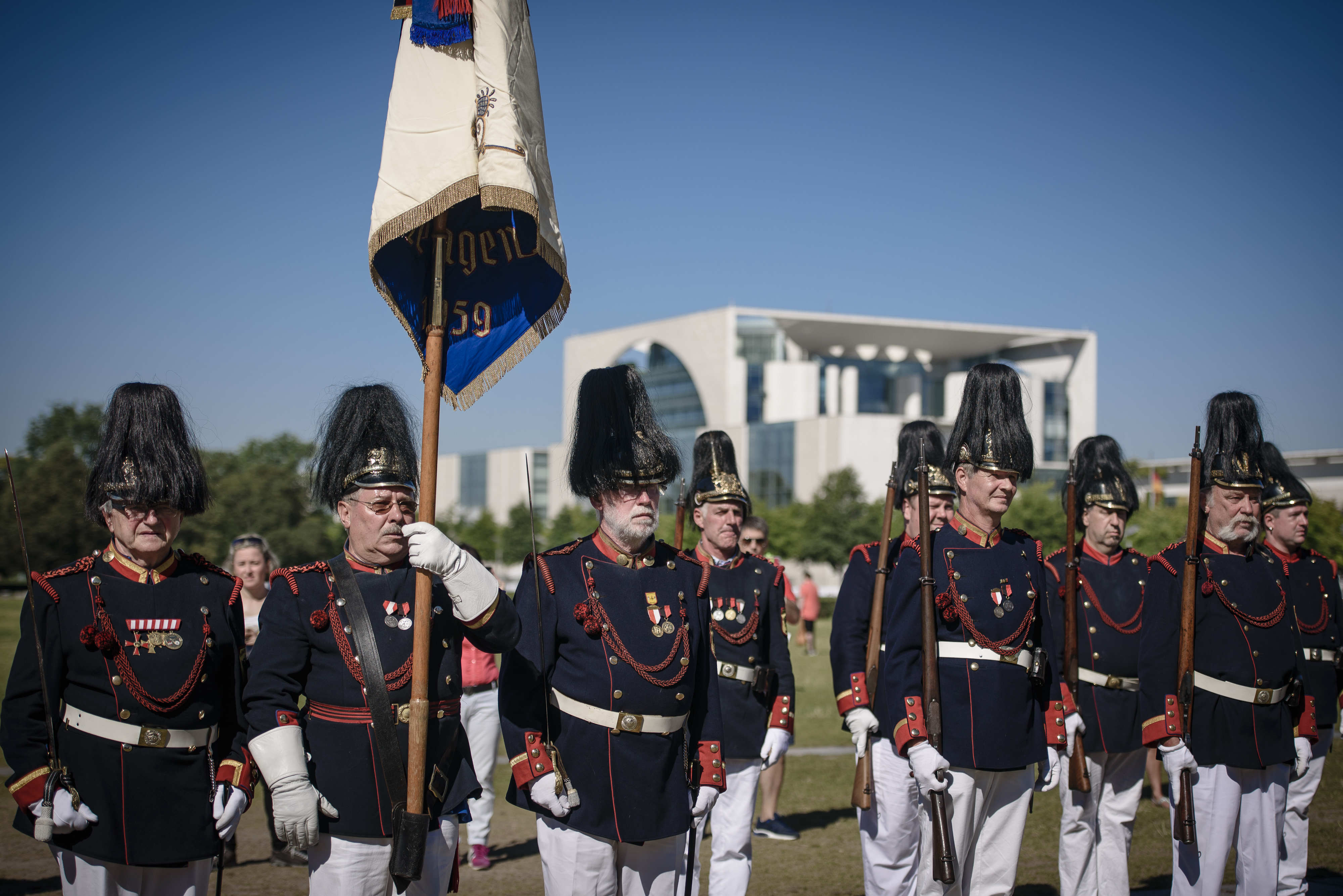
Bürgerwache Mengen am 26. August 2016 vor dem
Kanzleramt in Berlin

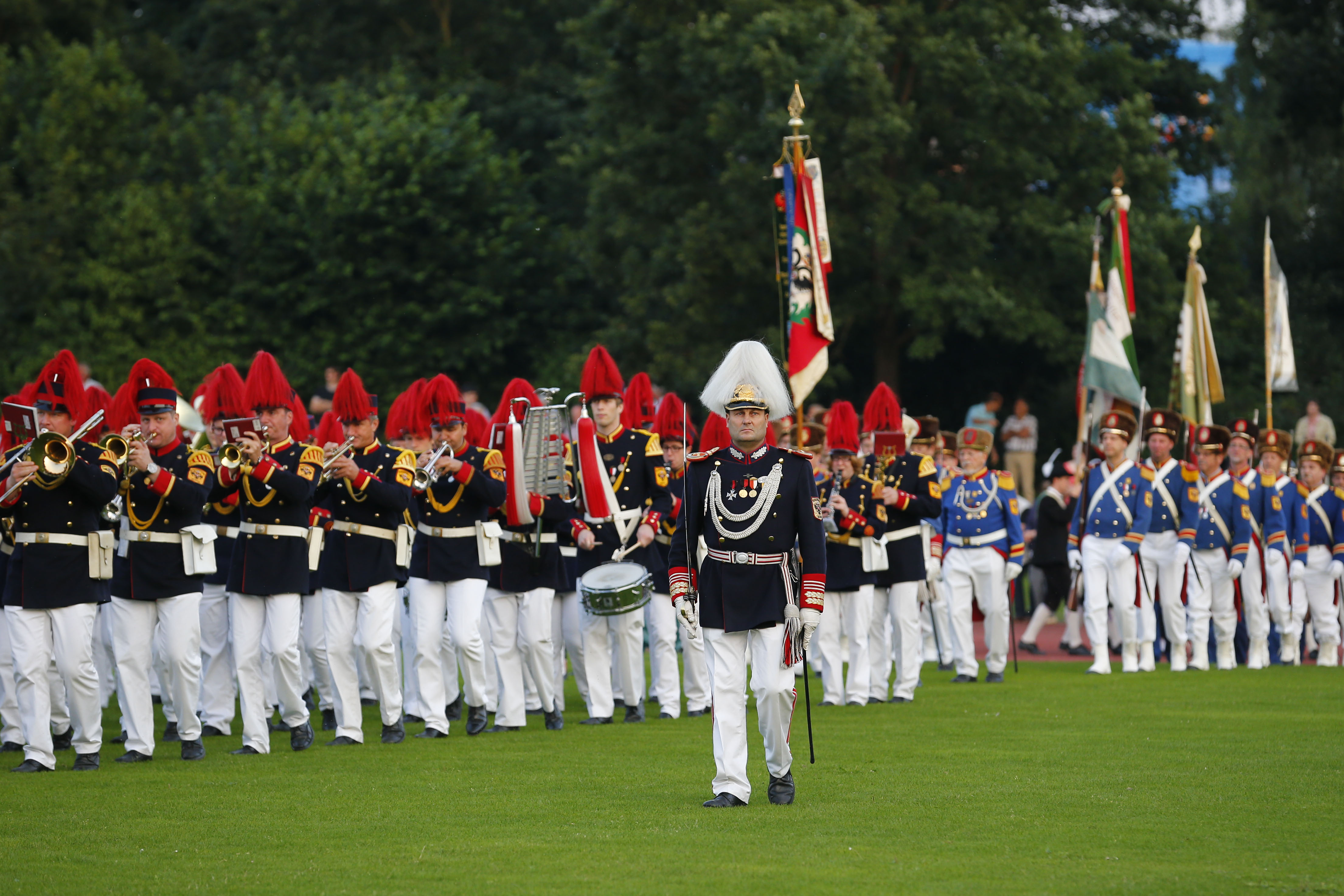
Bürgerwache Mengen mit Hauptmann Georg Bacher, Heimattage Mengen 2013

Die Bürgerwehr oder Bürgergarde (französisch garde bourgeoise) ist eine im 19. Jahrhundert aus der Waffenpflicht der Bürger zur Verteidigung ihrer Stadt hervorgegangene militärähnliche Einrichtung. Die Bürgerwehren waren in der Märzrevolution von entscheidender Bedeutung. Mit der Entwicklung der stehenden Heere verloren die Bürgerwehren ihre Bedeutung und waren seither vielerorts nur Soldatenspiele. Es gab aber auch einige bedeutende Einsätze. So zeichnete sich zum Beispiel die von Joachim Nettelbeck kommandierte Bürgerwehr von Kolberg bei der Verteidigung ihrer Stadt 1806–1807 aus. Bürgerwehren sind seit dem Ersten Weltkrieg nur noch folkloristische Vereinigungen.

## Berlin
Am 16. Oktober 1848 sollte die Entlassung von einigen Arbeitern des Luisenstädtischen Kanals erfolgen. 

Bürgerwehr schießt auf die Arbeiter am 16. Oktober 1848

 Da die Behörden mit Widerstand rechneten, waren in dem benachbarten Exerzierhaus eine Abteilung Schutzmänner und ein Bataillon der Bürgerwehr aufgestellt worden. Eine Gruppe der Arbeiter wollte demonstrativ in die Stadt ziehen, wurden aber von der Bürgerwehr daran gehindert. Die Situation eskalierte. Es kam zu Schimpfworten und gegenseitigen Drohungen, letztendlich zu Steinwürfen, worauf die Bürgerwehr auf die Arbeiter schoss.
Es wurden drei Arbeiter getötet, zwei weitere starben an den Verletzungen. Die Toten wurden durch die Stadt getragen, wobei es wiederum zu Schießereien kam und nochmals zwei Arbeiter getötet wurden. Daraufhin errichteten die Arbeiter nachmittags Barrikaden in der Köpenicker, Dresdener, Roß- und Alten Jakobstraße. Die Bürgerwehr stürmte diese Barrikaden, wobei erneut drei Arbeiter ums Leben kamen.
Auch ein Bürgerwehrmann starb, als er eine auf der Barrikade wehende Fahne herunterreißen wollte und in das Gewehrfeuer der eigenen Leute lief. Am 20. Oktober 1848 wurden die gefallenen Arbeiter auf dem Friedhof vor dem Halleschen Tor unter großer Teilnahme, auch der meisten Bataillone der Bürgerwehr, bestattet.

## Bürgerwehren in Südwestdeutschland

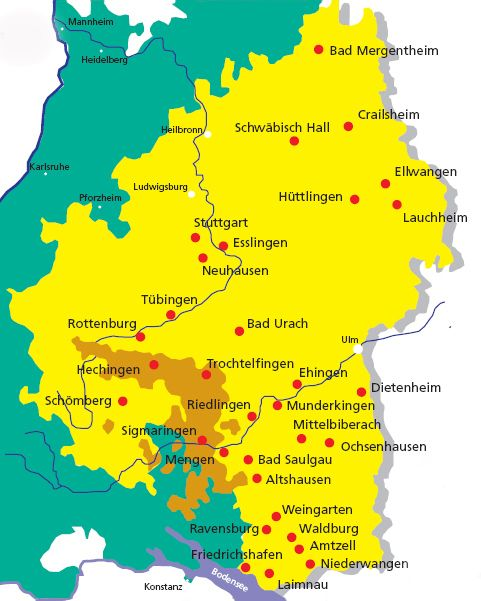
Standorte von Bürgerwehren in Württemberg/Hohenzollern

Vor allem in den südwestdeutschen Ländern Baden, Württemberg und Hohenzollern blicken die Bürgergarden auf jahrhundertealte Traditionen als Stadtverteidigungen zurück bzw. entstanden Bürgerwehren im Gefolge der Märzrevolution 1848/49. Militärisch gesehen hatten sie keine große Bedeutung, denn die Ausrüstung war meist völlig unzureichend und höchstens dazu geeignet, Störenfriede einzuschüchtern. Psychologisch aber war der 1848 ergangene Befehl zur Bildung von Bürgerwehren von großer Bedeutung, denn sie vermittelten der Bevölkerung neben dem subjektiven Eindruck gewisser Sicherheit auch das Gefühl, von ihrer Herrschaft endlich ernst genommen zu werden.
Auslöser der Märzrevolution in Deutschland war die Februarrevolution 1848 in Frankreich, die zur Absetzung des Königs und zur Ausrufung der Zweiten französischen Republik führte. Da die neue bürgerliche Regierung aus innenpolitischen Gründen die Verträge von 1815 als Schmach bezeichnete, befürchteten die deutschen Fürsten einen Feldzug der Franzosen zur Rückgewinnung damals verlorener Gebiete. So lenkten sie ein, hoben die Karlsbader Beschlüsse und damit die Zensur auf und willigten ein, eine Nationalversammlung nach Frankfurt am Main einzuberufen. Damit verschafften sie sich eine Entspannung der revolutionären Lage.
Ende der 1840er fanden Teile der Bürgerwehren vor allem in Süddeutschland neue Aufgaben im Lösch- und Rettungsdienst. Neben den Turnerfeuerwehren und freiwilligen Rettungsgesellschaften werden sie als Vorläufer der Freiwilligen Feuerwehren betrachtet.

### Württemberg und Hohenzollern
Württemberg war 1806 zum Königreich erhoben worden und erhielt von Napoleon Oberschwaben und viele ehemalige kirchliche Gebiete zugesprochen. Es war festgelegt, dass der seit dem Mittelalter herrschende Feudalismus abgeschafft würde. 15.800 württembergische Soldaten nahmen an Napoleons Feldzug nach Russland teil. Nur dreihundert von ihnen kamen 1813 wieder lebend in die Heimat zurück. Nach der Völkerschlacht bei Leipzig, spätestens nach der Schlacht bei Waterloo und dem Wiener Kongress 1815 folgte die Restauration, d. h. die Herstellung vorrevolutionärer Zustände und die Unterdrückung freiheitlicher Bestrebungen. Auch in Württemberg wurde danach verfahren, wenn auch nicht so rigoros wie in anderen deutschen Ländern.

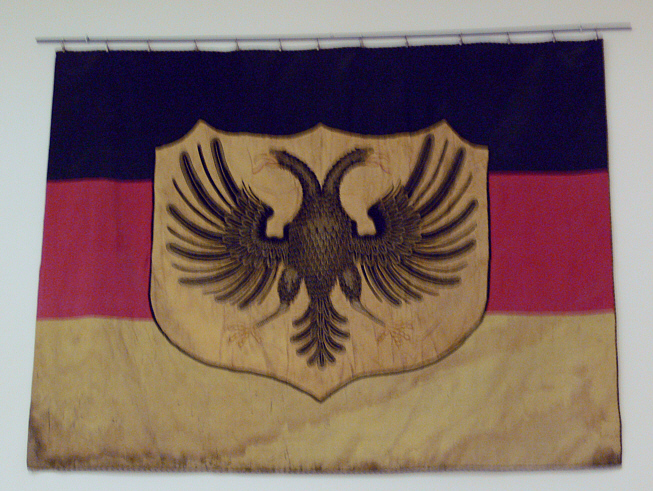
Fahne der Ravensburger Bürgerwehr, geweiht am 3. Juni 1849

In Württemberg und Hohenzollern kam es im März 1848 an vielen Orten zu gewalttätigen Ausschreitungen, insbesondere der Bauernschaft, gegen die Feudalherrschaft. Ende März 1848 verbreitete sich in Windeseile das Gerücht, vierzigtausend Franzosen seien nach Baden eingedrungen, brandschatzten Wolfach und seien auf dem Marsch nach Osten. Jetzt endlich, quasi innerhalb weniger Tage, beschloss der württembergische Landtag die Ablösung der Lehnsherrschaft. Zur Abwehr der französischen Invasion wurde landesweit die Aufstellung von Bürgerwehren verfügt. Auch als sich das Gerücht als unwahr herausstellte, wurde nach dem Beispiel der Schweiz mit dem Aufbau von regulären Bürgerwehren begonnen. Jeder selbständige Bürger war zum Dienst verpflichtet. Mangels Waffen, Koordination und Ausbildung blieb es aber in den meisten Orten eine heterogene Veranstaltung, die sich bereits 1849 größtenteils von selbst wieder auflöste.
Einige Bürgerwehren blieben jedoch bestehen und wurden nach und nach zur Folklore. Jährlich kommt es heutzutage zu einem großen Landestreffen, wo die einzelnen Kompanien im Umzug mitmarschieren und paradieren, häufig begleitet von Spielmannszügen. Lokal treten sie bei der Fronleichnamsprozession, an der Kirchweih und bei Stadtfesten in Erscheinung.
Die historischen Bürgerwehren in Württemberg und Hohenzollern haben sich 1949 im Landesverband Historischer Bürgerwehren und Stadtgarden Württemberg und Hohenzollern e. V. zusammengeschlossen.
Dieser hat seinen Sitz in 89584 Ehingen an der Donau; Landeskommandant ist derzeit Oberst Jürgen Rosenäcker (Bürgerwache Crailsheim).
Mitglied können nur Bürgerwehren werden, die nachweisen können, dass eine lange Tradition besteht oder wieder begründet wird. Die Uniformen erinnern oft an die der Kaiserzeit.
Im Eigenverlag erschien das Buch „Bürger im Bunten Rock“, welches ausführlich Auskunft über alle angeschlossenen Bürgerwehren und Garden gibt. Dies ist auch der Name des verbandsinternen Newsletters.

### Baden
Der Markgraf von Baden hatte sich ebenfalls als treuer Vasall Napoleons gezeigt und dafür sein bisheriges Staatsgebiet deutlich ausdehnen können. In Anbetracht der unmittelbaren Nähe zur französischen Grenze und eingedenk vieler vorausgehender Invasionen französischer Armeen waren Milizen und Bürgerwehren etabliert, bzw. soweit schon vorhanden, akzeptiert worden, wenn auch unter dem recht wachsamen Auge der Herrschaft.
Nach Rückkehr vom Frankfurter Vorparlament, wo sich der Radikaldemokrat Friedrich Hecker mit seinen Vorstellungen nicht durchsetzen konnte, lösten er und Gustav von Struve die badische Revolution aus. Nach der verlorenen Schlacht bei Kandern floh Hecker in die nahe Schweiz und wanderte in die USA aus. Mit der Einnahme der Festung Rastatt durch preußische Truppen war im Juli 1849 der Aufstand endgültig niedergeschlagen. Da diverse badische Bürgerwehren auf Seiten der Aufständischen teilgenommen hatten, wurden bereits 1848 alle Bürgerwehren des Landes verboten, mit Ausnahme von zwei Bürgerwehren, den heutigen Historischen Bürgerwehren Karlsruhe und Sipplingen, die sich als herrschaftstreu ausgezeichnet hatten. Manche andere überlebten in Nachfolge-Organisationen wie z. B. Feuerwehren.
Die historischen Bürgerwehren in Baden haben sich im Landesverband der Bürgerwehren und Milizen Baden-Südhessen e. V. organisiert.

## Bayern
1807 wurden die alten Bürgerwehren in das Bürgermilitär umgewandelt, das nun in allen Städten und Marktgemeinden in ganz Bayern eingeführt wurde. Weitere Umorganisationen und schließlich die Ausdehnung auch auf das „platte Lande“ erfolgten 1809 und 1813. Die Bezeichnung Landwehr findet sich seit 1814. Das Bürgermilitär ist von seiner Funktion eher der Polizei als der Bayerischen Armee zuzuordnen. Es durfte nur in der Stadt oder im Bezirk seines Landgerichts eingesetzt werden. Erst die Landwehr-Ordnung von 1826 sieht einen wirklichen Kriegseinsatz vor, der aber nur 1866 stattfand. Das Bürgermilitär wurde 1869 aufgelöst.
Die Bürgerwehr von Königsberg in Bayern rühmt sich, die einzige in Bayern zu sein, die bereits 1848 entstand. Königsberg liegt allerdings in einer Region, die erst 1920 bayerisch wurde.
Die übrigen im dortigen Landesverband zusammengeschlossenen Vereine sind Traditionsvereine, deren Ursprünge meist auf reguläre königlich bayerische oder fürstliche Verbände zurückzuführen sind. Siehe Gebirgsschützen.

## Österreich

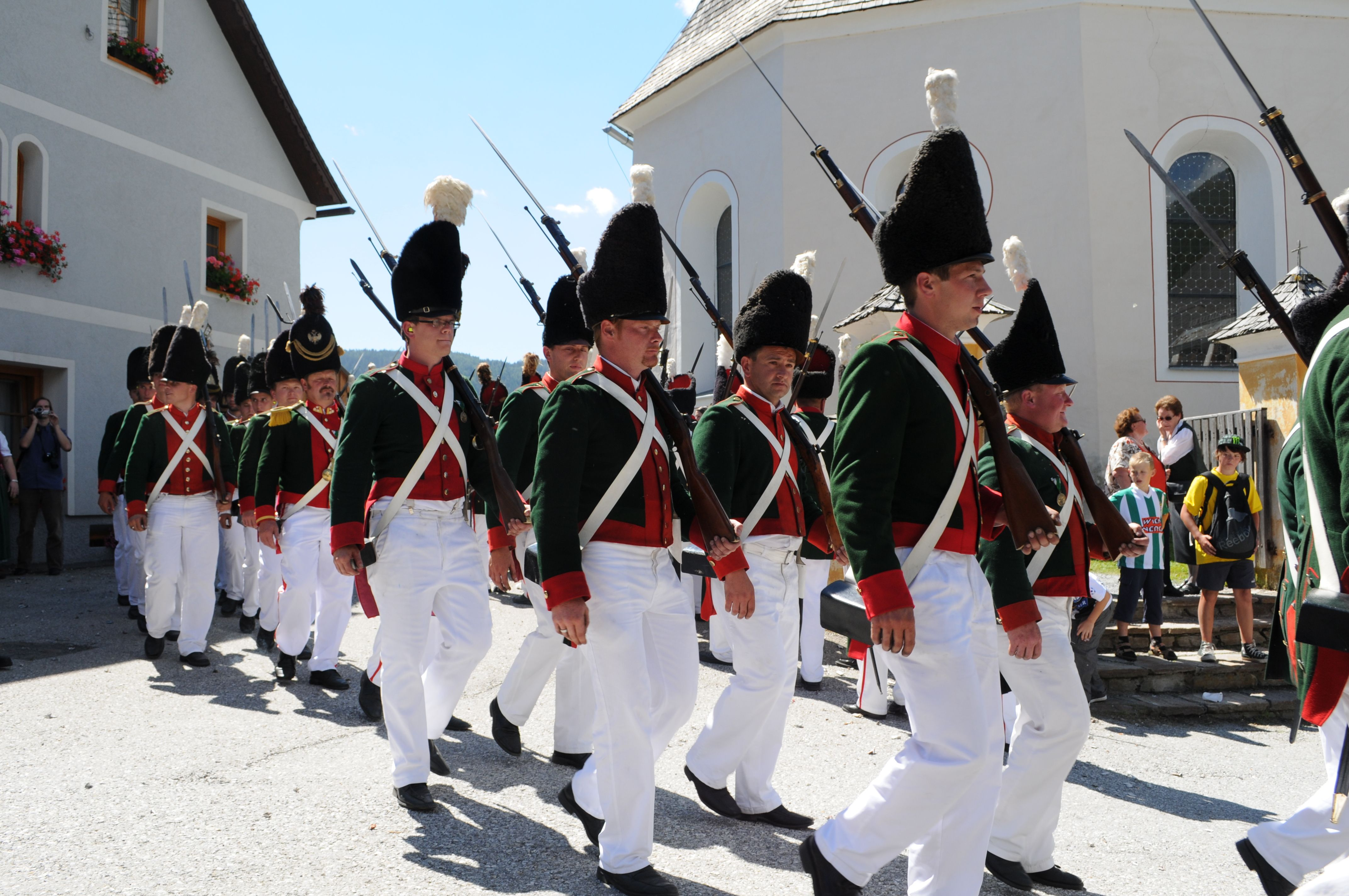
Schützengarde beim Samsonfest in Krakaudorf

Sowohl in Österreich als auch in Südtirol werden vergleichbare Traditionen u. a. von den Tiroler Schützen gepflegt. Unter der Bezeichnung Bürgergarden bestehen sie in etlichen größeren Städten, etwa Salzburg (Bewaffnete Bürgerschaft, Salzburger Bürgerliches Militär – heute: Bürgergarde der Stadt Salzburg), Hallein und Villach. In Innsbruck nennt sich diese historische Vereinigung Stadtgarde. Meist unter der Bezeichnung Schützengarde bestehen sie in zahlreichen Orten Österreichs. In Oberösterreich finden sich 19 solche Vereine unter der Bezeichnung Bürgerkorps bzw. Schützenkorps. Im Lungau sind sie in Mauterndorf, Sankt Michael im Lungau und Tamsweg, in der oberen Steiermark in Krakaudorf und Murau vertreten. Die letztgenannten Bürgergarden treten besonders bei den dortigen Samsonumzügen auf.
Die Vorläufer der heutigen Bürgergarden in Österreich reichen meist in die Zeit der k.k. Monarchie zurück, in etlichen Orten reichen sie aber bis in das frühe 17. Jahrhundert, der Zeit der Türkenkriege oder noch weiter zurück. In Wien gab es bis 1815 eine Bürgerwehr (auch Bürgerwache oder Bürgermiliz genannt); 1866 wurde wieder ein kurzer Versuch unternommen, eine Bürgerwehr einzurichten.

## Allgemein
Die genannten Landesverbände akzeptieren als Mitglieder nur Vereine, die nachweisen können, dass sie über eine lange Tradition verfügen bzw. dass sie die Tradition untergegangener Verbände wieder aufleben lassen. Außerhalb der genannten Landesverbände sind Bürgerwehren unter diesem Namen eher selten und dann meist karnevalistischer Natur. In Bayern und Österreich sowie Südtirol treten die den Bürgerwehren vergleichbaren Vereine u. a. unter der Bezeichnung „Stadtgarde“, „Bürgergarde“, „Schützengarde“ oder „Schützenkompanie“ auf.
Im NS-Staat wurden vereinzelt Bürgerwehren der SA angegliedert. 1945 wurden den Bürgerwehren ihre meist aus dem Ersten Weltkrieg stammenden Karabiner konfisziert. Bereits 1948 gelang in Württemberg die Reorganisation, geduldet von den französischen Besatzern. Die Schweiz lieferte ihnen dort ausgemusterte, aber noch brauchbare Gewehre, die seitdem in fast allen angeschlossenen württembergischen Bürgerwehren ausschließlich für die Parade und das Salutschießen eingesetzt werden. 1951 billigten die US-Militärregierung die Neukonstituierung bayerischer Verbände.
Aus der Bürgerwehr ging die Volkswehr hervor. Die Schützenbruderschaften haben ihren Ursprung in der Bürgerwehr.

## Historische Bürgerwehren und Bürgergarden in Deutschland
(Berücksichtigt werden in dieser Aufstellung nur Bürgerwehren und Garden, die von einem der genannten Landesverbände als Traditionsvereine anerkannt wurden)
| 88361 Altshausen              | Wttbg     | Bürgergarde zu Pferd „Gelbe Husaren“ Altshausen                    | 1744/1930      |
| 88279 Amtzell                 | Wttbg     | Bürgerwehr Amtzell bzw. Justini-Grenadiere                         | 1774           |
| 63739 Aschaffenburg           | Bayern    | Königlich privilegierten Schützengesellschaft 1447 Aschaffenburg   | 1447/?         |
| 70372 Cannstatt               | Wttbg     | Bürgerliches Schützencorps von Cannstatt                           | 1818/2019      |
| 97980 Bad Mergentheim         | Wttbg     | Histor. Schützen-Corps Bad Mergentheim                             | 1824/1977      |
| 97980 Bad Mergentheim         | Wttbg     | Histor. Deutschorden-Compagnie zu Mergentheim                      | 1695/1977      |
| 77740 Bad Peterstal           | Baden     | Bürgermiliz Bad Peterstal                                          | 17. Jh./1860   |
| 72574 Bad Urach               | Wttbg     | Historische Bürgerwehr Urach                                       | 1848/1972      |
| 64625 Bensheim                | Hessen    | Heimatverein „Oald Bensem“ e. V.                                   | 1810           |
| 75015 Bretten                 | Baden     | Bürgerwehr der Stadt Bretten                                       | 1824/1972      |
| 56812 Cochem                  | R-Pfalz   | Cochemer Bürgerwehr                                                | 1848/1949      |
| 75564 Crailsheim              | Wttbg     | Bürgerwache Crailsheim 1830 e. V.                                  | 1830           |
| 89165 Dietenheim              | Wttbg     | Bürgerwehr Dietenheim                                              | 1313/1949      |
| 78166 Donaueschingen          | Baden     | Fürstl. Fürstenbergische Füsiliergarde 1732                        | 1732           |
| 84307 Eggenfelden             | Bayern    | K.B. Landwehr-Bataillons von 1826 Eggenfelden                      | 1826/1980      |
| 89584 Ehingen/Donau           | Wttbg     | Histor. Bürgerwache Ehingen                                        | um 1618        |
| 73479 Ellwangen               | Wttbg     | Bürgergarde Ellwangen                                              | 1439/1958      |
| 78234 Engen                   | Baden     | Bürgerwehr Engen 1504                                              | 1812           |
| 73728 Esslingen/Neckar        | Wttbg     | Bürgergarde Esslingen                                              | 1820/1955      |
| 76275 Ettlingen               | Baden     | Historische Bürgerwehr Ettlingen 1715 eV                           | 1715/1927      |
| 79098 Freiburg                | Baden     | Historische Freiburger Bürgerwehr                                  | 1293/1954      |
| 88045 Friedrichshafen         | Wttbg     | Bürgergarde Friedrichshafen                                        | 14. Jhd./1962  |
| 77723 Gengenbach              | Baden     | Bürgergarde Gengenbach e. V.                                       | 1812           |
| 94475 Grafenau                | Bayern    | Bürgerwehr Grafenau                                                | 1790?/         |
| 77716 Haslach                 | Baden     | Historische Bürgerwehr Haslach e. V.                               | 1813/1990      |
| 72379 Hechingen               | W-Hohenz. | Historische Bürgergarde Hechingen e. V.                            | 1255/1950      |
| 78183 Hüfingen                | Baden     | Bürgerwehr Hüfingen 1741                                           | 1741           |
| 73460 Hüttlingen              | Wttbg     | Bürgergarde Hüttlingen                                             | 1849/1985      |
| 76131 Karlsruhe               | Baden     | Historische Bürgerwehr Karlsruhe                                   | 1721           |
| 97486 Königsberg              | Bayern    | Bürgerwehr 1848 Königsberg                                         | 1848           |
| 96317 Kronach                 | Bayern    | Historische Bürgerwehr Kronach                                     | ?/1976         |
| 96328 Küps                    | Bayern    | Musketiere zu Küps der Reichsfreien Ritterschaft Orts Gebürg e. V. | ?/?            |
| 88069 Laimnau                 | Wttbg     | Bürgerwehr Laimnau                                                 | 1840           |
| 73466 Lauchheim               | Wttbg     | Bürgerwehr Lauchheim                                               | 1431/1910      |
| 91359 Leutenbach              | Bayern    | Königlich Bayerische Landwehr Leutenbach                           | 1849?          |
| 88512 Mengen                  | Wttbg     | Bürgerwache Mengen                                                 | 1276/1826      |
| 88441 Mittelbiberach          | Wttbg     | Bürgermilitärcorps Mittelbiberach                                  | 1599           |
| 89597 Munderkingen, Donau     | Wttbg     | Fronleichnam-Grenadiers von 1870                                   | 1618/1870/2006 |
| 73765 Neuhausen a.d.Fildern   | Wttbg     | Bürgergarde Neuhausen                                              | 1805           |
| 92660 Neustadt a. d. Waldnaab | Bayern    | Historische Bürgerwehr Neustadt/WN                                 | 1538/1982      |
| 88239 Niederwangen            | Wttbg     | Bürgerwehr Niederwangen                                            | 1848           |
| 77784 Oberharmersbach         | Baden     | Historische Bürgerwehr Oberharmersbach e. V.                       | 1660/1862      |
| 88416 Ochsenhausen            | Wttbg     | Stadtgarde zu Pferd – Königsdragoner                               | 1686           |
| 88214 Ravensburg              | Wttbg     | Bürgergarde der Stadt Ravensburg 1830                              | ?/1995         |
| 78479 Reichenau               | Baden     | Bürgerwehr Insel Reichenau                                         | 1108           |
| 72762 Reutlingen              | Wttbg     | Historische Stadtgarde Reutlingen 1828 e. V.                       | 1828/2002      |
| 88499 Riedlingen, Donau       | Wttbg     | Bürgerwehr Riedlingen e. V.                                        | ?/2005         |
| 72108 Rottenburg am Neckar    | Wttbg     | Bürgerwache Rottenburg am Neckar                                   | 1314/1852      |
| 88348 Bad Saulgau             | Wttbg     | Stadtgarde zu Pferd Saulgau                                        | um 1750/1926   |
| 88348 Bad Saulgau             | Wttbg     | Bürgerwache Saulgau                                                | 1320/1819      |
| 84069 Schierling              | Bayern    | Kgl. Bay. 2. Chevauxleger Regiment Taxis e. V.                     | 1811?          |
| 72355 Schömberg               | Wttbg     | Bürgergarde Schömberg                                              | 1537/1967      |
| 91126 Schwabach               | Bayern    | Historisch Königl. Bayer. Bürgerwehr-Schützen-Compagnie Schwabach  | 1809?/1975     |
| 74523 Schwäbisch Hall         | Wttbg     | Siederschützenkompanie Schwäbisch Hall                             | ?/1981         |
| 72488 Sigmaringen             | W-Hohenz  | Hohenzollern-Kürassiere Sigmaringen                                | 1664/1984      |
| 78354 Sipplingen              | Baden     | Bürgermiliz Sipplingen e. V.                                       | 1540           |
| 92721 Störnstein              | Bayern    | Lobkowitzische Grenadier Garde Störnstein                          | 1790?/1989     |
| 70173 Stuttgart               | Wttbg     | Stadtgarde zu Pferd Stuttgart                                      | 1652           |
| 79761 Waldshut-Tiengen        | Baden     | Bürgerwehr Tiengen                                                 | MA / 1962      |
| 72818 Trochtelfingen          | W-Hohenz  | Bürgerwehr Trochtelfingen                                          | 16. Jhd./1957  |
| 72070 Tübingen                | Wttbg     | Stadtgarde zu Pferd Tübingen                                       | 1514           |
| 77737 Unterharmersbach        | Baden     | Historische Bürgerwehr Unterharmersbach e. V.                      | 1862           |
| 78048 Villingen-Schwenningen  | Baden     | Historische Bürgerwehr und Trachtengruppe Villingen e. V.          | 1774           |
| 88289 Waldburg                | Wttbg     | Historische Bürgerwehr Waldburg                                    | 1848           |
| 79183 Waldkirch               | Baden     | Histor. Bürgerwehr Waldkirch                                       | 1804/1933      |
| 94065 Waldkirchen             | Bayern    | Histor. Bürgerwehr Markt Waldkirchen                               | 1807           |
| 93449 Waldmünchen             | Bayern    | Hist. Kgl. Bay. Schützencompagnie Waldmünchen                      | 1492?/1983     |
| 71263 Weil der Stadt          | Wttbg     | Bürgergarde Weil der Stadt                                         | 1828/1999      |
| 88250 Weingarten              | Wttbg     | Stadtgarde zu Pferd Weingarten                                     | 1646/1953      |
| 69469 Weinheim                | Baden     | Bürgerwehr „Alt Weinheim“                                          | 1934           |
| 69257 Wiesenbach              | Baden     | Bürgerwehr Wiesenbach 1955 e. V.                                   | 1681/1965      |
| 91452 Wilhermsdorf            | Bayern    | Historische Schloßgarde von 1621 zu Markt Wilhermsdorf             | 1621/1978      |
| 77709 Wolfach                 | Baden     | Bürgerwehr Wolfach 1827 e. V.                                      | 1827/1976      |
| 77736 Zell am Harmersbach     | Baden     | Freiwillige Bürgerwehr Zell am Harmersbach                         | 1803/1862      |